# Tribunal Constitucional da República Italiana
A Suprema Corte da Itália ou Tribunal Constitucional da República Italiana (em italiano:   Corte costituzionale della Repubblica Italiana) é o mais alto tribunal da Itália em matéria de direito constitucional. Às vezes, o nome  Consulta  é usado como uma metonímia para denominar a corte, visto que, suas sessões são realizadas no Palazzo della Consulta, sede do tribunal em Roma.

## História
Foi estabelecido pela Constituição da Itália em 1948, logo após a Segunda Guerra Mundial, mas tornou-se operacional apenas em 1955, após a promulgação da Lei Constitucional n. 1 de 1953 e a Lei n. 87 de 1953. Realizou sua primeira audiência em 1956.

## Poderes
De acordo com o artigo 134 da  Constituição, o Tribunal deverá julgar
- controvérsias sobre a  legitimidade constitucional das leis emitidas pelo  Estado e  Regiões e quando o Tribunal declara uma lei inconstitucional, a lei deixa de ter efeito dia após a publicação da decisão;
- conflitos decorrentes da atribuição de competências de  Estado e das competências atribuídas a  Estado e  Regiões, e entre  Regiões ;
- acusações contra o  Presidente.

O tribunal constitucional aprova a constitucionalidade das leis sem direito de recurso.
Desde 12 de outubro de 2007, quando a reforma das agências de inteligência italianas aprovada em agosto de 2007 entrou em vigor, o pretexto de  segredo de Estado não pode ser usado para negar o acesso aos documentos pelo Tribunal.

## Composição
O Tribunal Constitucional é composto por 15 juízes por um período de serviço de nove anos: 5 nomeados pelo  Presidente, 5 eleitos pelo Parlamento da Itália e 5 eleitos pelos supremos tribunais ordinários e administrativos. Os candidatos devem ser advogados com 20 anos ou mais de experiência, professores catedráticos de direito ou (ex) juízes dos Tribunais Supremos Administrativos, Cíveis e Criminais. Os membros então elegem o Presidente do Tribunal. O Presidente é eleito de entre os seus membros em votação secreta, por maioria absoluta (8 votos em plenário). Se ninguém obtiver a maioria, ocorre um segundo turno entre os dois juízes com mais votos. O Presidente do Tribunal nomeia um ou mais vice-presidentes para substituí-lo em caso de ausência por qualquer motivo.

## Membros
Indicação
       Presidente da Itália 
       Tribunais da Itália 
        Parlamento da Itália 
| Foto | Nome                               | Indicação                                 | Data da Indicação       | Data do Juramento      | Fim do Mandato         | Função                                         |
| ---- | ---------------------------------- | ----------------------------------------- | ----------------------- | ---------------------- | ---------------------- | ---------------------------------------------- |
|      | Giancarlo Coraggio (1940– )        | Tribunais da Itália                       | 19 de Novembro de 2012  | 28 de Janeiro de 2013  | 28 de Janeiro de 2022  | Presidente (desde 18 de Dezembro de 2020)      |
|      | Giuliano Amato (1938– )            | Presidente da Itália (Giorgio Napolitano) | 12 de Setembro de 2013  | 18 de Setembro de 2013 | 18 de Setembro de 2022 | Vice presidente (desde 16 de Setembro de 2020) |
|      | Daria de Pretis (1956– )           | Presidente da Itália (Giorgio Napolitano) | 18 de Outubro de 2014   | 11 de Novembro de 2014 | 11 de Novembro de 2023 | Juiz                                           |
|      | Nicolò Zanon (1961– )              | Presidente da Itália (Giorgio Napolitano) | 18 de Outubro de 2014   | 11 de Novembro de 2014 | 11 de Novembro de 2023 | Juiz                                           |
|      | Silvana Sciarra (1948– )           | Parlamento da Itália (17º Legislatura)    | 6 de Novembro de 2014   | 11 de Novembro de 2014 | 11 de Novembro de 2023 | Juiz                                           |
|      | Franco Modugno (1938– )            | Parlamento da Itália (17º Legislatura)    | 16 de Dezembro de 2015  | 21 de Dezembro de 2015 | 21 de Dezembro de 2024 | Juiz                                           |
|      | Augusto Barbera (1938– )           | Parlamento da Itália (17º Legislatura)    | 16 de Dezembro de 2015  | 21 de Dezembro de 2015 | 21 de Dezembro de 2024 | Juiz                                           |
|      | Giulio Prosperetti (1946– )        | Parlamento da Itália (17º Legislatura)    | 16 de Dezembro de 2015  | 21 de Dezembro de 2015 | 21 de Dezembro de 2024 | Juiz                                           |
|      | Giovanni Amoroso (1949– )          | Tribunais da Itália                       | 26 de Outubro de 2017   | 13 de Novembro de 2017 | 13 de Novembro de 2026 | Juiz                                           |
|      | Francesco Viganò (1966– )          | Presidente da Itália (Sergio Mattarella)  | 24 de Fevereiro de 2018 | 8 de Março de 2018     | 8 de Março de 2027     | Juiz                                           |
|      | Luca Antonini (1963– )             | Parliament (18th Legislature)             | 19 de Julho de 2018     | 26 de Julho de 2018    | 26 de Julho de 2027    | Juiz                                           |
|      | Stefano Petitti (1953–)            | Tribunais da Itália                       | 28 de Novembro de 2019  | 10 de Dezembro de 2019 | 10 de Dezembro de 2028 | Juiz                                           |
|      | Angelo Buscema (1952– )            | Tribunais da Itália                       | 12 de Julho de 2020     | 15 de Setembro de 2020 | 15 de Setembro de 2029 | Juiz                                           |
|      | Emanuela Navarretta (1966– )       | Presidente da Itália (Sergio Mattarella)  | 9 de Setembro de 2020   | 15 de Setembro de 2020 | 15 de Setembro de 2029 | Juiz                                           |
|      | Maria Rosaria San Giorgio (1952– ) | Tribunais da Itália                       | 16 de Dezembro de 2020  | 17 de Dezembro de 2020 | 17 de Dezembro de 2029 | Juiz                                           |